# Pusztaszentlászló
Pusztaszentlászló è un comune dell'Ungheria di 663 abitanti (dati 2001). È situato nella contea di Zala.